# Fussballclub Wohlen 1904 2011-2012
Questa voce raccoglie le informazioni riguardanti il Fussballclub Wohlen 1904 nelle competizioni ufficiali della stagione 2011-2012.

## Stagione
Nella stagione 2011-2012 il Wohlen, allenato da Urs Schönenberger, Adrian Kunz e Ryszard Komornicki, concluse il campionato di Challenge League al 11º posto. In Coppa Svizzera il Wohlen fu eliminato agli ottavi di finale dal Lucerna.

## Rosa
| N. |                     | Ruolo | Calciatore        |
| -- | ------------------- | ----- | ----------------- |
| 1  | Italia (bandiera)   | P     | Giovanni Proietti |
| 5  | Austria (bandiera)  | D     | Michael Winsauer  |
| 6  | Kosovo (bandiera)   | D     | Alban Pnishi      |
| 7  | Germania (bandiera) | C     | Thomas Weller     |
| 8  | Svizzera (bandiera) | D     | Massimo Mancino   |
| 9  | Svizzera (bandiera) | C     | Daniele Romano    |
| 10 | Svizzera (bandiera) | C     | Leonel Romero     |
| 11 | Francia (bandiera)  | A     | Stephen Guepie    |
| 12 | Svizzera (bandiera) | D     | Luca Studer       |
| 12 | Serbia (bandiera)   | A     | Genc Matoshi      |
| 15 | Svizzera (bandiera) | D     | Selver Hodžić     |

| N. |                               | Ruolo | Calciatore           |
| -- | ----------------------------- | ----- | -------------------- |
| 16 | Italia (bandiera)             | C     | José Mamone          |
| 17 | Macedonia del Nord (bandiera) | C     | Agron Mustafi        |
| 20 | Brasile (bandiera)            | A     | Gaspar               |
| 21 | Francia (bandiera)            | D     | Jean-Marie Schembri  |
| 23 | Svizzera (bandiera)           | A     | Nenad Bijelić        |
| 24 | Svizzera (bandiera)           | C     | Matteo Tosetti       |
| 25 | Grecia (bandiera)             | C     | Theodoros Karapetsas |
| 30 | Svizzera (bandiera)           | P     | Flamur Tahiraj       |
| 33 | Svizzera (bandiera)           | A     | Pascal Renfer        |
| 34 | Filippine (bandiera)          | C     | Martin Steuble       |

## Organigramma societario
Area tecnica
- Allenatore: Ryszard Komornicki
- Allenatore in seconda: Lothar Mayer, Dariusz Skrzypczak
- Preparatore dei portieri: Boris Ivkovic
- Preparatori atletici:

## Calciomercato

### Sessione estiva
| Acquisti | Acquisti                  | Acquisti        | Acquisti |
| R.       | Nome                      | da              | Modalità |
| -------- | ------------------------- | --------------- | -------- |
| C        | Carlos Varela             | Servette        |          |
| C        | Felipe Campanholi Martins | Lugano          |          |
| D        | Selver Hodžić             | Lugano          |          |
| A        | Genc Matoshi              | Kriens          |          |
| C        | Daniele Romano            | Aarau II        |          |
| C        | Martin Steuble            | Losanna         |          |
| A        | Petar Ugljesic            | Grasshoppers II |          |
| D        | Marco Varga               | Gossau          |          |
| C        | Thomas Weller             | Sciaffusa       |          |

| Cessioni | Cessioni      | Cessioni    | Cessioni |
| R.       | Nome          | a           | Modalità |
| -------- | ------------- | ----------- | -------- |
| D        | Fábio Santos  | CD Operário |          |
| A        | Altin Osmani  | Winterthur  |          |
| D        | Simon Roduner | San Gallo   |          |
| C        | Alain Schultz | Aarau       |          |

### Sessione invernale
| Acquisti | Acquisti       | Acquisti      | Acquisti |
| R.       | Nome           | da            | Modalità |
| -------- | -------------- | ------------- | -------- |
| C        | Matteo Tosetti | Young Boys II |          |
| C        | Agron Mustafi  | Thun II       |          |
| A        | Gaspar         | Chiasso       |          |
| A        | Stephen Guepie | Saint-Priest  |          |

| Cessioni | Cessioni                  | Cessioni    | Cessioni |
| R.       | Nome                      | a           | Modalità |
| -------- | ------------------------- | ----------- | -------- |
| A        | Benjamin Stauber          | Eschenbach  |          |
| C        | Felipe Campanholi Martins | FC Montréal |          |
| A        | Adan Rebronja             | Köniz       |          |
| A        | Petar Ugljesic            | Schötz      |          |

## Risultati

### Challenge League

#### andata
| Arbitro: | Jancevski |

|                                                 |           |                 |
| Renfer 24’, 55’ Bijelić 36’ Romero 61’ Alex 89’ | Marcatori | 27’, 90’ Sadiku |

| Bienne 30 luglio 2011, ore 17:30 CEST 2ª giornata | Bienne  | 0 – 0 referto | Wohlen | Gurzelen (1 280 spett.)\| Arbitro: \| Gremaud \| |
| Arbitro:                                          | Gremaud |               |        |                                                  |

| Arbitro: | Winter |

|             |           |             |
| Stauber 90’ | Marcatori | 30’ Sulmoni |

| Arbitro: | Gut |

|  |           |             |
|  | Marcatori | 68’ Bijelić |

| Arbitro: | Klossner |

|             |           |                        |
| Katanha 28’ | Marcatori | 57’ Steuble 90’ Romano |

| Arbitro: | Winter |

|                         |           |                  |
| Bijelić 34’ Stauber 84’ | Marcatori | 16’, 90’ Bastida |

| Arbitro: | Pache |

|                  |           |  |
| Staubli 19’, 52’ | Marcatori |  |

| Arbitro: | Graf |

|  |           |               |
|  | Marcatori | 78’ Rodríguez |

| Arbitro: | Klossner |

|             |           |             |
| Martins 16’ | Marcatori | 45’ Hulmann |

| Arbitro: | Kever |

|                    |           |            |
| Mancino 73’ (aut.) | Marcatori | 10’ Weller |

| Arbitro: | Laperrière |

|                |           |                           |
| Karapetsas 85’ | Marcatori | 69’ Regazzoni 79’ Valente |

| Arbitro: | Huwiler |

|                                                 |           |                   |
| Foschini 28’ Pacar 59’ Tadić 86’ Stadelmann 90’ | Marcatori | 72’ (rig.) Romero |

| Arbitro: | Jancevski |

|             |           |                                   |
| Paçarizi 5’ | Marcatori | 44’ Martins 66’ Winsauer 70’ Alex |

| Arbitro: | Hänni |

|  |           |             |
|  | Marcatori | 37’ Pimenta |

| Arbitro: | Gut |

|                                        |           |                        |
| Eggmann 37’ Hürlimann 80’ Clemente 89’ | Marcatori | 27’ Mancino 88’ Romero |

#### ritorno
| Arbitro: | Erlachner |

|                              |           |  |
| Gaspar 32’, 90’ Winsauer 57’ | Marcatori |  |

| Arbitro: | Schärer |

|              |           |  |
| Adeshina 23’ | Marcatori |  |

| Arbitro: | San |

|              |           |                            |
| Winsauer 13’ | Marcatori | 5’, 89’ Gashi 74’ Siegrist |

| Arbitro: | Pache |

|                                |           |                        |
| Winsauer 37’ Gaspar 41’ (rig.) | Marcatori | 71’ Morello 89’ Safari |

| San Gallo 17 marzo 2012, ore 19:00 CET 20ª giornata | San Gallo | 0 – 0 referto | Wohlen | AFG Arena (10 773 spett.)\| Arbitro: \| Kever \| |
| Arbitro:                                            | Kever     |               |        |                                                  |

| Arbitro: | Zimmermann |

|                        |           |           |
| Schär 2’ Čavušević 56’ | Marcatori | 8’ Gaspar |

| Arbitro: | Gut |

|            |           |               |
| Gaspar 12’ | Marcatori | 13’ Šabanović |

| Arbitro: | Gremaud |

|                            |           |  |
| Milosevic 23’ Paçarizi 73’ | Marcatori |  |

| Arbitro: | Fähndrich |

|                        |           |                             |
| Bijelić 63’ Romano 73’ | Marcatori | 71’ Antić 80’, 90’ Bengondo |

| Arbitro: | Schärer |

|                                 |           |                              |
| Steuble 7’, 61’ Gaspar 31’, 45’ | Marcatori | 19’ Nelson 22’ (aut.) Weller |

| Arbitro: | San |

|  |           |            |
|  | Marcatori | 79’ Gaspar |

| Wohlen 5 maggio 2012, ore 17:30 CEST 27ª giornata | Wohlen   | 0 – 0 referto | Étoile Carouge | Stadion Niedermatten (1 280 spett.)\| Arbitro: \| Klossner \| |
| Arbitro:                                          | Klossner |               |                |                                                               |

| Arbitro: | Jancevski |

|  |           |                        |
|  | Marcatori | 38’ Gaspar 65’ Steuble |

| Arbitro: | Kever |

|                        |           |          |
| Bijelić 32’ Gaspar 45’ | Marcatori | 34’ Sara |

| Arbitro: | Gremaud |

|                                                             |           |  |
| Marchesano 15’ Ciarrocchi 23’ Yakın 76’, 90’ Mihajlović 87’ | Marcatori |  |

### Coppa Svizzera
| 17 settembre 2011, ore 17:00 CEST Primo turno | FC Henau | 1 – 5 | Wohlen |  |

| 16 ottobre 2011, ore 14:30 CEST Secondo turno | Cham | 1 – 5 | Wohlen |  |

| 27 novembre 2011, ore 14:30 CET Ottavi di finale | Wohlen | 1 – 2 | Lucerna |  |

## Statistiche

### Statistiche di squadra
| Competizione     | Punti | In casa | In casa | In casa | In casa | In casa | In casa | In trasferta | In trasferta | In trasferta | In trasferta | In trasferta | In trasferta | Totale | Totale | Totale | Totale | Totale | Totale | DR |
| Competizione     | Punti | G       | V       | N       | P       | Gf      | Gs      | G            | V            | N            | P            | Gf           | Gs           | G      | V      | N      | P      | Gf     | Gs     | DR |
| ---------------- | ----- | ------- | ------- | ------- | ------- | ------- | ------- | ------------ | ------------ | ------------ | ------------ | ------------ | ------------ | ------ | ------ | ------ | ------ | ------ | ------ | -- |
| Challenge League | 36    | 15      | 4       | 6       | 5       | 25      | 22      | 15           | 5            | 3            | 7            | 14           | 22           | 30     | 9      | 9      | 12     | 39     | 44     | -5 |
| Coppa Svizzera   | -     | 1       | 0       | 0       | 1       | 1       | 2       | 2            | 2            | 0            | 0            | 10           | 2            | 3      | 2      | 0      | 1      | 11     | 4      | +7 |
| Totale           | 36    | 16      | 4       | 6       | 6       | 26      | 24      | 17           | 7            | 3            | 7            | 24           | 24           | 33     | 11     | 9      | 13     | 50     | 48     | +2 |

### Andamento in campionato
| Giornata  | 1 | 2 | 3 | 4 | 5 | 6 | 7 | 8 | 9 | 10 | 11 | 12 | 13 | 14 | 15 | 16 | 17 | 18 | 19 | 20 | 21 | 22 | 23 | 24 | 25 | 26 | 27 | 28 | 29 | 30 |
| --------- | - | - | - | - | - | - | - | - | - | -- | -- | -- | -- | -- | -- | -- | -- | -- | -- | -- | -- | -- | -- | -- | -- | -- | -- | -- | -- | -- |
| Luogo     | C | T | C | T | T | C | T | C | C | T  | C  | T  | T  | C  | T  | C  | T  | C  | C  | T  | T  | C  | T  | C  | C  | T  | C  | T  | C  | T  |
| Risultato | V | N | N | V | V | N | P | P | N | N  | P  | P  | V  | P  | P  | V  | P  | P  | N  | N  | P  | N  | P  | P  | V  | V  | N  | V  | V  | P  |
| Posizione | 1 | 3 | 6 | 3 | 2 | 4 | 6 | 9 | 8 | 6  | 7  | 12 | 10 | 11 | 12 | 11 | 11 | 11 | 11 | 11 | 12 | 12 | 12 | 12 | 12 | 11 | 11 | 11 | 11 | 11 |

Legenda:

Luogo: C = Casa; T = Trasferta. Risultato: V = Vittoria; N = Pareggio; P = Sconfitta.

### Statistiche dei giocatori
| A. Alex       | 25 | 2  | 7 | 0 |
| N. Bijelić    | 22 | 5  | 1 | 0 |
| G. Gaspar     | 15 | 10 | 2 | 0 |
| S. Guepie     | 6  | 0  | 0 | 0 |
| S. Hodžić     | 16 | 0  | 3 | 0 |
| T. Karapetsas | 17 | 1  | 4 | 1 |
| J. Mamone     | 24 | 0  | 3 | 0 |
| M. Mancino    | 24 | 1  | 4 | 0 |
| F. Martins    | 15 | 2  | 2 | 0 |
| G. Matoshi    | 3  | 0  | 0 | 0 |
| A. Mustafi    | 8  | 0  | 1 | 0 |
| A. Pnishi     | 28 | 0  | 3 | 0 |
| G. Proietti   | 17 | 0  | 1 | 2 |
| A. Rebronja   | 6  | 0  | 1 | 0 |
| P. Renfer     | 20 | 2  | 3 | 1 |
| D. Romano     | 19 | 2  | 1 | 0 |
| L. Romero     | 20 | 3  | 3 | 0 |
| J. Schembri   | 0  | 0  | 0 | 0 |
| B. Stauber    | 13 | 2  | 1 | 0 |
| M. Steuble    | 29 | 4  | 3 | 1 |
| L. Studer     | 0  | 0  | 0 | 0 |
| F. Tahiraj    | 16 | 0  | 3 | 0 |
| M. Tosetti    | 13 | 0  | 2 | 0 |
| P. Ugljesic   | 1  | 0  | 1 | 0 |
| C. Varela     | 2  | 0  | 0 | 0 |
| T. Weller     | 27 | 1  | 2 | 0 |
| M. Winsauer   | 30 | 4  | 2 | 0 |